# Muhammadsofi-ei Waji
Muhammadsofi-ei Waji (thailändisch มูฮัมหมัดซอฟีอี วาจิ, * 15. März 1990) ist ein thailändischer Fußballspieler.

## Karriere
Muhammadsofi-ei Waji stand bis Ende 2013 bei Songkhla United unter Vertrag. Wo er vorher gespielt hat, ist unbekannt. Der Verein aus Songkhla spielte in der ersten Liga des Landes, der Thai Premier League. Für den Verein bestritt er sechs Spiele in der ersten Liga. Wo er von 2014 bis 2017 gespielt hat, ist unbekannt. Anfang 2018 unterschrieb er einen Vertrag beim Nara United FC. Der Verein aus Narathiwat spielte in der dritten Liga, der Thai League 3. Hier trat man in der Lower Region an. 2018 feierte er mit dem Klub die Vizemeisterschaft.

## Erfolge
Nara United FC
- Thai League 3 – Lower: 2018 (Vizemeister)